# Херетик
„Херетик” је југословенски и словеначки филм први пут приказан 30. октобра 1986. године. Режирао га је Андреј Стојан а сценарио су написали Марјан Брезовар, Драго Јанчар и Јернеј Новак.
У главној улози налазе се Полде Бибич и Стево Жигон.

## Улоге
| Глумац           | Улога \|-              | Полде Бибич | Примож Трубар |
| Стево Жигон      | Бискуп Петaр Сеебах    |             |               |
| Лидија Јенко     | Анастазија Трубар      |             |               |
| Јанез Албрехт    | Хербард, гроф Турјашки |             |               |
| Борут Алујевич   | Вири                   |             |               |
| Иво Бан          | Војник                 |             |               |
| Иво Баришић      | Валпет Јуриј           |             |               |
| Марјан Бенедичић | Биши дворски службеник |             |               |
| Полде Бибич      | (Као Леополд Бибич)    |             |               |
| Јосеф Билоус     | Надвојвода Чарлс       |             |               |
| Деметер Битенц   | Филип Штраус           |             |               |
| Петер Боштјанчич | Себастијан Крељ        |             |               |
| Сергеј Ферари    |                        |             |               |
| Ранко Гучевац    | Усраим бег             |             |               |
| Јоже Хроват      | Схолар Јанез           |             |               |
| Лидија Јенко     | Анастазија             |             |               |
| Борис Јух        |                        |             |               |
| Драго Кастелич   | Мених                  |             |               |

Остале улоге  ▼
| Глумац          | Улога           |
| --------------- | --------------- |
| Тоне Кунтнер    | Јуриј Драголич  |
| Слава Марошевич |                 |
| Бернарда Оман   | Барбара Ситар   |
| Стане Потиск    | Матија Кломбнер |
| Примож Раник    |                 |
| Душан Скедл     |                 |
| Јуриј Соучек    |                 |
| Јанез Старина   | Адам Бохорич    |
| Даре Улага      | Ленарт Будина   |
| Јанез Врховец   | Ахач Турн       |
| Јоже Вунсек     | Јуриј           |
| Стево Жигон     |                 |